# Zoltan Korda
Zoltan Korda (Pusztatúrpásztó, Túrkeve, Àustria-Hongria, 3 de juny de 1895 - Hollywood, 13 d'octubre de 1961) va ser un guionista, productor i director de cinema britànic d'origen hongarès. El seu nom veritable era Zoltán Kellner (Kellner Zoltán, segons l'ordre en hongarès), i era el germà mitjà de dos altres cineastes, Alexander Korda (també director i productor) i Vincent Korda (decorador). És recordat com un dels grans noms del cinema clàssic d'aventures, sent l'autor d'obres com Les quatre plomes (1939), El llibre de la selva (1942) o Sahara (1943). Moltes de les seves pel·lícules tenien per marc un conflicte militar (ell mateix era un exoficial de cavalleria) i sovint van ser filmades en decorats naturals a Àfrica o a l'Índia. Essent a més algú amb una consciència social, els seus projectes sovint reflecteixen aquesta perspectiva quan tracten dels pobles indígenes sota l'Imperi Britànic.

## Biografia
Korda va néixer a Pusztatúrpásztó (Túrkeve), a la província de Jász-Nagykun-Szolnok de l'actual Hongria. Va participar en la Primera Guerra Mundial i, com els seus germans, va començar la seva carrera cinematogràfica a la seva terra natal, on va fer dues pel·lícules mudes (i una tercera a Alemanya). El 1930, els germans Korda van emigrar al Regne Unit, on van fundar el 1932 la companyia de producció London Films. A Anglaterra Korda va realitzar les seves primeres pel·lícules sonores, Men of Tomorrow (1932) i Sanders of the River (1935). Aquesta darrera va tenir una molt bona acollida i va significar la primera de les quatre nominacions a la millor pel·lícula que Korda va obtenir a la Mostra de Venècia. Korda i Robert Flaherty van guanyar el premi al millor director d'aquest mateix festival amb El noi dels elefants (1937).
El 1939 va filmar Les quatre plomes, una de les obres més importants de la seva carrera. La pel·lícula va ser nominada a la Palma d'Or del Festival de Cinema de Cannes de 1939 i el 2002 va ser presentada de nou pel comitè del festival en una retrospectiva.
El 1940, Zoltan Korda va reunir-se amb el seu germà Alexander a Hollywood, on va treballar per a la United Artists. Allà va ser el productor executiu de El lladre de Bagdad i encara va dirigir set pel·lícules, entre les quals èxits com Sahara (1943) i A Woman's Vengeance (1947). Molt afectat per la tuberculosi, va haver de retirar-se l'any 1955. Korda va estar casat amb Joan Gardner fins a la seva mort i va tenir un fill, David.

## Filmografia

### Guionista
- Women Everywhere (1930)

### Director
- Men of Tomorrow (1932)
- Sanders of the River (1935)
- El noi dels elefants (Elephant Boy) (1937)
- Rebel·lió a l'Índia (The Drum) (1938)
- Les quatre plomes (The Four Feathers) (1939)
- El llibre de la selva (Jungle Book) (1942)
- Sahara (1943)
- Counter-Attack (1945)
- A Woman's Vengeance (1947)
- The Macomber Affair (1947)
- Cry, the Beloved Country (1951)
- Tempesta sobre el Nil (Storm Over the Nile) (1955)

## Premis i nominacions

### Premis
- 1937. Lleó d'Argent al millor director a la Mostra de Venècia per El noi dels elefants
- 1952. Os de Bronze a Festival Internacional de Cinema de Berlín per Cry, the Beloved Country

### Nominacions
- 1939. Palma d'Or per Les quatre plomes
- 1952. Gran Premi del Jurat al Festival de Canes per Cry, the Beloved Country